# Hamlet (1948)
Hamlet ist eine britische Verfilmung der gleichnamigen Tragödie von William Shakespeare aus dem Jahr 1948. Laurence Olivier trat als Regisseur, Produzent und Hauptdarsteller in Erscheinung. Es handelt sich um den ersten nicht US-amerikanischen Film, der den Oscar als bester Film gewann.

## Handlung
Auf den Zinnen von Schloss Elsinor, dem königlichen Wohnsitz der dänischen Monarchen, haben zwei Wachleute eine Geistererscheinung des alten Königs Hamlet. Horatio, ein Freund des jetzigen Prinzen Hamlet, kommt hinzu und verlangt vom Geist, zu sprechen, doch der entschwindet ohne Wort.
Der alte König Hamlet starb unter mysteriösen Umständen. Seine Frau Gertrude heiratet nach einer Trauerfrist von einem Monat den Königsbruder Claudius. Prinz Hamlet bleibt der Vermählungsfeier fern. Er ist wütend über die hastige Hochzeit. Horatio kommt herbei und erzählt von der Geisterscheinung des Vaters. Als Hamlet auf die Zinnen steigt, sieht er den Geist seines Vaters. Der Geist winkt ihn heran, und der Prinz folgt ihm auf den Turm. Der Geist gibt sich ihm als der Geist seines Vaters zu erkennen. Er erzählt dem Prinzen, dass er ermordet worden sei, wer den Mord beging und wie der Mord vor sich ging. Claudius träufelte Gift in das Ohr des Königs. Zuerst will Hamlet nicht glauben, dass es wahr ist. Um Claudius auf die Probe zu stellen, will Hamlet Wahnsinn vortäuschen. Das Täuschungsmanöver wirkt bei Polonius. Der bringt die Sache vor Claudius – mit der Begründung, Hamlets Wahnsinn sei das Ergebnis seiner Liebe zu Polonius’ Tochter Ophelia. Polonius soll ein Treffen zwischen Ophelia und Hamlet arrangieren. Hamlet zeigt sich dabei wahnsinnig und Claudius ist nun voll überzeugt.
Hamlet heuert eine Truppe Bühnenschauspieler an. Sie sollen für den König das Stück Der Mord von Gonzago aufführen. Hamlet nimmt ein paar Änderungen am Stück vor, sodass es den Umständen des Mordes an König Hamlet gleicht. Claudius beklagt sich über schlechte Sicht und verlässt die Vorführung. Das überzeugt Hamlet von seiner Schuld. Hamlet sucht Claudius auf, um ihn zu töten, doch Claudius betet gerade. Hamlet wartet auf den richtigen Zeitpunkt. Er klärt Gertrude über die Todesumstände des Königs auf. Er hört eine Stimme aus dem Wandbehang und glaubt, Claudius würde lauschen. Hamlet zieht seinen Dolch und sticht in den Vorhang. Doch anstelle Claudius stürzt Polonius tot zu Boden. Hamlet ist unbeeindruckt und spricht weiter mit seiner Mutter. Wiederum sieht Hamlet den Geist seines Vaters. Er beginnt mit ihm zu sprechen. Seine Mutter kann den Geist nicht sehen und glaubt nun an Hamlets Geisteskrankheit.
Hamlet wird von Claudius nach England verbannt. Auf Claudius’ Befehl hin soll er dort ermordet werden, sobald er ankommt. Hamlets Schiff wird von Piraten angegriffen. Er kehrt nach Dänemark zurück. In der Zwischenzeit ist Ophelia wegen Hamlets Weggang verzweifelt, sodass sie sich zum Selbstmord entschließt. Ihr Bruder Laertes soll ihren Tod und den Tod ihres Vaters ahnden. Laertes und Claudius hören von Hamlets Rückkehr und wollen ihn töten. Es soll wie ein Unfall aussehen. Auf Claudius’ Befehl hin soll Laertes Hamlet zum Duell herausfordern und dabei ein vergiftetes Schwert benutzen, mit dem er Hamlet nur zu ritzen braucht, damit dieser stirbt. Falls Laertes Hamlet nicht treffen kann, will Claudius ihn mit einem Gifttrank töten.
Hamlet nimmt die Duellforderung an. Die ersten zwei Runden gewinnt er. Gertrude hat den Verdacht, dass Hamlets Kelch vergiftet ist, und trinkt ihn aus. Laertes bedrängt Hamlet und verwundet ihn am Arm. Der ahnungslose Hamlet kämpft weiter und entwaffnet Laertes. Er vertauscht die Waffen und verwundet Laertes. Gertrude warnt Hamlet vor dem vergifteten Getränk. Der sterbende Laertes enthüllt das ganze Komplott. Hamlet tötet Claudius wutentbrannt und stirbt dann ebenfalls. Der entsetzte Horatio lässt Hamlet angemessen begraben. Die Leiche des Prinzen wird fortgeschafft, während die Kanonen des Schlosses einen Ehrensalut schießen.

## Hintergrund
Laurence Olivier war zur Zeit der Dreharbeiten 41 Jahre alt. Die Darstellerin seiner Mutter, Eileen Herlie, war jedoch erst 28. Im Gegensatz zu anderen Hamlet-Verfilmungen großer Filmstudios wurde auf die Rollen von Rosenkranz und Güldenstern sowie Fortinbras verzichtet.
Schauspieler Christopher Lee hatte in „Hamlet“ seine erste Rolle – eine Statistenrolle, die er nach eigener Aussage angenommen habe, um die Gelegenheit zu bekommen, Laurence Olivier bei der Arbeit erleben zu können.
Im November 1948 kam der Film in die bundesdeutschen Kinos. Am 3. Juli 1959 wurde er auch in der DDR veröffentlicht.

## Kritik
Dem Filmdienst zufolge sehe man eine Shakespeare-Verfilmung „in einer Fassung, die durch die ausgewogene Verbindung bühnenmäßiger Stilisierung und filmischer Aufbereitung der Handlung besticht“. Es handle sich um eine „in einer monumentalen, beklemmend fotografierten Kulisse angesiedelte Version“, die „darstellerisch faszinierend und in ihrer psychoanalytischen Deutung interessant“ sei. Allerdings merkte der film-dienst auch an, dass „diese Interpretation einige der Vorlage nicht unbedingt entsprechende Eigenwilligkeiten aufweist“. Das abschließende Fazit lautete: „Künstlerisch eine der wagemutigsten und imposantesten Adaptionen des Stoffes.“ Laut Cinema biete Oliviers Hamlet „eine ungewöhnliche Interpretation des Dramas über den jungen Dänenprinzen“ und sei dabei eine „[m]eisterhafte Shakespeare-Verfilmung“.
Als Regisseur wollte Olivier laut eigener Aussage „einen nuancenreichen Kammerspielton gegen die bedeutungsvolle Schlichtheit der Bauten setzen“. Dieses Ziel habe er jedoch nach Ansicht der Kritik nicht erreichen können: „Die monumentale Stilisierung der Bauten beeinflusst die gesamte Inszenierung – sie wurde statisch und pathetisch.“

## Auszeichnungen
Bei der Oscarverleihung 1949 wurde der Film in den Kategorien Bester Film, Bester Hauptdarsteller (Laurence Olivier), Beste Kostüme (Roger K. Furse ) und Bestes Szenenbild (Roger K. Furse, Carmen Dillon) mit dem Oscar ausgezeichnet. Nominiert war der Film zudem in den Kategorien Beste Regie, Beste Nebendarstellerin (Jean Simmons) und Beste Filmmusik (William Walton).
In den Kategorien Bester ausländischer Film und Bester Hauptdarsteller – Drama (Olivier) wurde Hamlet mit dem Golden Globe prämiert. 1949 gewann der Film als „Bester Film“ einen British Academy Film Award.
Olivier erhielt des Weiteren den Preis des New York Film Critics Circle in der Kategorie Bester Hauptdarsteller sowie den Goldenen Löwen bei den Filmfestspielen von Venedig. Dort wurde Jean Simmons mit der Coppa Volpi als Beste Darstellerin geehrt und auch die Kameraarbeit von Desmond Dickinson mit einem Preis bedacht.
Das British Film Institute wählte Hamlet im Jahr 1999 auf Platz 69 der besten britischen Filme des 20. Jahrhunderts.

## Deutsche Fassung
Die deutsche Synchronfassung entstand 1949 im Eagle-Lion-Synchron-Atelier in Hamburg. Das Dialogbuch verfasste C. W. Burg, der auch die Synchronregie führte.
| Rolle           | Darsteller        | Synchronsprecher    |
| --------------- | ----------------- | ------------------- |
| Hamlet          | Laurence Olivier  | Peter Lühr          |
| König           | Basil Sydney      | Rudolf Reif         |
| Ophelia         | Jean Simmons      | Antje Weisgerber    |
| Gertrude        | Eileen Herlie     | Eva Vaitl           |
| Polonius        | Felix Aylmer      | Heinz Burkhardt     |
| Laertes         | Terence Morgan    | Benno Sterzenbach   |
| Horatio         | Norman Wooland    | Wolfgang Eichberger |
| Francisco       | John Laurie       | Will-Jo Bach        |
| Bernardo        | Esmond Knight     | Tadzio Kondziella   |
| Marcellus       | Anthony Quayle    | Gerhard Just        |
| Horatio         | Norman Wooland    | Harald Mannl        |
| Osric           | Peter Cushing     | Harald Wolff        |
| Totengräber     | Stanley Holloway  | C. W. Burg          |
| Priester        | Russell Thorndike | Hans Epskamp        |
| 1. Schauspieler | Harcourt Williams | Walter Wehner       |

## DVD-Veröffentlichung
- Hamlet. Power Station 2007 (enthält nur die deutsche Synchronfassung)
- Hamlet. ITV 2003 (enthält nur die englische Originalfassung)

## Blu-Ray-Veröffentlichung
- Hamlet. ITV Studios 2011 (Bild 4:3, 1.33:1 [1920x1080] s/w; Sprache Deutsch, Englisch; Untertitel Deutsch)

## Soundtrack
- William Walton: Hamlet – A Shakespeare Scenario in Nine Movements for Large Orchestra. Auf: Walton: As You Like It · Hamlet. Adapted by Christopher Palmer After the Film Scores. Naxos/HNH, München-Unterhaching 1999, Tonträger-Nr. 8.553344 – digitale Neueinspielung durch das RTÉ Concert Orchestra unter der Leitung von Andrew Penny